# Miracle of Sound
Miracle of Sound (укр. «Чудо Звуку») — музичний проект ірландського інді-музиканта Ґе́віна Данна (англ. Gavin Dunne, народився 6 травня 1980 року у Корку, Ірландія). Ґевін знаний своєю музикою, написаною під враженнями від відеоігор, кінофільмів та телевізійних шоу. Автор не є широковідомим на своїй Батьківщині, однак його музика є дуже популярною серед онлайн гравців, і в 2015 році його названо найбільш успішним інді-музикантом в Ірландії. Загалом Miracle of Sound є одноосібним проєктом, однак Данн іноді співпрацює з іншими музикантами та вокалістами. Його пісні широко відрізняються за жанром. Типово в них використовується той, який найкраще підходить до теми пісні; серед жанрів: рок, поп, електронний рок, хардрок, хеві-метал, альтернативний рок, дабстеп, джаз та навіть ду-воп.

## Історія
Ґевін Данн — син ірландського поета Шона Данна, родом із Корку, Ірландія. До створення проєкту Ґевін 15 років грав у різних музичних колективах.
У складі свого колишнього гурту, Lotus Lullaby, він виграв Національну премію студентської музики Банку Ірландії у 2006, та отримав премію «Murphy's Live» журналу Hot Press.

### Історія створення проєкту Miracle of Sound
Після розпаду Lotus Lullaby Данн почав експериментувати із написанням пісень, які тим чи іншим чином передають враження та настрій від комп'ютерних ігор або їхніх персонажів. Його першою такою піснею стала «Gordon Freeman Saved My Life», створена на основі персонажа франшизи Half-Life. За одну ніч пісня зібрала 15,000 переглядів на YouTube. Наступною стала «The Ballad of Clay Carmine», яку також сприйняли позитивно, і Ґевін зробив висновок, що подібна творчість має свою нішу та цікава для слухачів. Він продовжив роботу в цьому напрямку.
Одна з його ранніх пісень, «Commander Shepard», що розповідає про капітана Шепарда з Mass Effect, стала вірусною і, зрештою, зібрала мільйони переглядів. Це призвело до стрімкого зростання популярності музиканта. Згодом ця пісня була використана у грі Rock Band.

## Співпраця з ігровою індустрією
Після успіху пісні «Commander Shepard» Данн, перебуваючи в серпні 2011 року на міжнародній виставці відеоігор gamescom у Німеччині, зустрівся із маркетологами BioWare, які були творчою командою для серії Mass Effect. Там він випустив ще одну пісню, присвячену трилогії — «Normandy». У ній розповідається про кінець другої частини серії. Співпрацюючи з BioWare, Ґевіна залучили до маркетингової кампанії наступної гри серії, Mass Effect 3. BioWare згодом надіслала Данну ексклюзивні фрагменти задля створення пісні та відеокліпу, присвячених Mass Effect 3, щоб реліз цієї пісні («Take it Back») міг збігатися із випуском самої гри.
Деякі з пісень музиканта використано у самих відеоіграх. Його пісня «Cries of a Dead World», присвячена інді-CRPG Wasteland 2, звучить у фінальних титрах гри. Разом із польським композитором Марціном Пшибиловічем, Ґевін створив офіційний трек «Keepers» для трейлера Seven: The Days Long Gone та самої гри.
З 2011 року Miracle of Sound на постійній основі співпрацює з ігровим журналом та Інтернет-порталом The Escapist. Окрім BioWare, ряд компаній ігрової індустрії, таких як Ubisoft та Bethesda, звернули увагу на роботи Ґевіна, і його пісні використали для рекламних кампаній ігор Assassin's Creed IV: Black Flag, Watch Dogs, Fallout 4.

## Музика та оцінки критиків
Нові пісні Ґевін Данн презентує у вигляді відеокліпів, викладаючи їх на сервісі Youtube. Останні кілька років відеоряд для цих кліпів часто монтують самі розробники ігор. Станом на березень 2015 року, Miracle of Sound випустив більше 120 треків, серед яких зустрічається музика не лише до комп'ютерних ігор. Зокрема, кілька його пісень присвячені серіалу «Гра престолів».
Відповідно до традиції відеоігор, альбоми Miracle of Sound, присвячені цій тематиці, названі послідовно: Level 1, Level 2 і так далі, до Level 8, який випустили в грудні 2017 року. Окрім цього, Miracle of Sound випустив дві збірки, не пов'язані з іграми: інструментальний альбом Vistas та метал-альбом Metal Up. Альбом Metal Up відразу після випуску на iTunes зайняв перші позиції рейтингу у своєму жанрі.
 Цей альбом описали як «мікс класичного року, хардроку та металу», і Firstherd схвалив Metal Up за його кельтські мотиви у деяких піснях, які «дуже оригінально взяли у рамки металу». Альбом також отримав оцінку 5 з 5 видання Rock Review.

### Співпраця з іншими музикантами
Ґевін Данн переважно працює сам, виконуючи або електронно створюючи всі інструментальні композиції для своєї музики, та накладає доріжки задля створення єдиної композиції. Він самостійно забезпечує більшість вокалу для своїх пісень, грає на гітарі, бас-гітарі та синтезаторі, та використовує комп'ютерні програми для барабанів та багатьох інших інструментів, включаючи оркестрові фрагменти. Однак він часто співпрацює з іншими виконавцями.
Ґевін працював із кількома вокалістами-гостями: із Malukah («Legends of the Frost»), з ірландською співачкою Айлін Кеннеді («Lady of Worlds»), із ютубером Sharm («Fires Fade» і «Mother of Flame»), та із блогером Лорною Доллері («Dream of the Sky», «Dream of Goodbye» та «Evacuate»).
Також Данн долучився до створення пісень інших артистів, включно з англійським репером Деном Буллом («Metro: Last Light Rap», «Overwatch Rap» та «Last Guardian Rap»), TryHardNinja («Calling All Ghosts»), американським гітаристом Еріком Кальдероном (331Erock) («Deadpool Meets Metal») та JT Machinimas («Let Your Soul Walk Free»).
У джазовій композиції «Sweet L.A.» його гостями були музиканти Джек О'Рурк (піаніно) та Гарі Баус (саксофон), а у «Dream of the Sky» — Гвен Бойл (скрипка). До створення альбому Metal Up долучилися 331Erock та Дейв Дивіллі, які виконали гітарні соло у «I am Alive» та «Get Your Metal On», відповідно.
Вкінці 2014 року Данн приєднався до критика в ігровій індустрії Джима Стерлінга та ігрового журналіста Лори Кейт Дейл (псевдонім Laura K Buzz) у щотижневому випуску Podquisition, у якому обговорюються новини ігрової індустрії та попкультури.

## Дискографія

### Альбоми та пісні
- 2011 — Level 1[1]

| #       | Назва                                     | Тривалість |
| ------- | ----------------------------------------- | ---------- |
| 1.      | «The New Black Gold»                      | 04:51      |
| 2.      | «Sovngarde Song»                          | 05:34      |
| 3.      | «Commander Shepard»                       | 03:28      |
| 4.      | «Big Ten»                                 | 02:46      |
| 5.      | «Sweet L.A.»                              | 04:04      |
| 6.      | «Wheatley’s Song»                         | 03:35      |
| 7.      | «Redemption Blues»                        | 04:06      |
| 8.      | «Age of the Dragon»                       | 03:57      |
| 9.      | «Little Sister»                           | 04:43      |
| 10.     | «Mining All Day Long»                     | 03:09      |
| 11.     | «The Mind of the Bat»                     | 03:48      |
| 12.     | «Normandy»                                | 05:00      |
| 13.     | «The Dead Don’t Shuffle (They Run)»       | 03:58      |
| 14.     | «Wasteland Soul»                          | 04:30      |
| 15.     | «Brothers of the Creed»                   | 04:11      |
| 16.     | «Beauty Bleak»                            | 04:00      |
| 17.     | «I Suck at Call of Duty»                  | 03:34      |
| 18.     | «Necromorph Soup»                         | 02:40      |
| 19.     | «Gordon Freeman Saved My Life»            | 03:39      |
| 20.     | «She Gonna Teach Ya (How to Rock N Roll)» | 03:19      |
| 21.     | «Santiago’s Lament»                       | 03:49      |
| 22.     | «Zombie Holiday»                          | 03:10      |
| 23.     | «Goodbye Black Ops»                       | 03:18      |
| 24.     | «Duke, You Used to Be Cool»               | 04:37      |
| 25.     | «Fire in Your Hole»                       | 03:31      |
| 26.     | «Comin' For Your Tank»                    | 03:31      |
| 27.     | «Thunder’s Theme — Full Version»          | 02:13      |
| 28.     | «The Grind»                               | 03:23      |
| 29.     | «Mortal Kombat Party»                     | 03:23      |
| 30.     | «Second Chance Song»                      | 03:41      |
| 31.     | «Trip to Vegas»                           | 02:36      |
| 32.     | «The Ballad of Clay Carmine»              | 04:29      |
| 33.     | «Thunder Mountain»                        | 01:47      |
| 2:02:20 |                                           |            |

- 2012 — Level 2[1]

| #       | Назва                              | Тривалість |
| ------- | ---------------------------------- | ---------- |
| 1.      | «Take It Back — Extended Cut»      | 04:28      |
| 2.      | «Nord Mead»                        | 03:10      |
| 3.      | «Joker’s Song»                     | 03:34      |
| 4.      | «Shadows in the Moonlight»         | 04:00      |
| 5.      | «Shooter Guy»                      | 04:27      |
| 6.      | «Legends of the Frost ft. Malukah» | 02:45      |
| 7.      | «Life in Bullet Time»              | 04:40      |
| 8.      | «Crucible»                         | 03:33      |
| 9.      | «Silver and Steel»                 | 03:05      |
| 10.     | «DNA»                              | 03:38      |
| 11.     | «Keep Drifting»                    | 04:11      |
| 12.     | «Give Them Hell»                   | 02:21      |
| 13.     | «You Died»                         | 03:03      |
| 14.     | «Kalros»                           | 03:32      |
| 15.     | «Khajiit Like to Sneak»            | 03:16      |
| 16.     | «Binary Divide»                    | 04:20      |
| 17.     | «Survivorcraft Theme»              | 01:06      |
| 18.     | «Back in Time»                     | 03:07      |
| 1:02:16 |                                    |            |

- 2013 — Level 3[37]

| #       | Назва                       | Тривалість |
| ------- | --------------------------- | ---------- |
| 1.      | «City of Night»             | 04:01      |
| 2.      | «Breaking Down the Borders» | 02:47      |
| 3.      | «Rise»                      | 03:48      |
| 4.      | «Dream of the Sky»          | 06:25      |
| 5.      | «Reclaimer»                 | 03:43      |
| 6.      | «Halfman’s Song»            | 03:16      |
| 7.      | «Calamity»                  | 04:01      |
| 8.      | «The Savage Side of Me»     | 03:52      |
| 9.      | «The Best I Can»            | 04:08      |
| 10.     | «Distant Honor»             | 03:54      |
| 11.     | «Motor Girl»                | 02:36      |
| 12.     | «His Father’s Son»          | 03:27      |
| 13.     | «Wigglesticks»              | 00:44      |
| 14.     | «The Call of Duty Circus»   | 03:07      |
| 15.     | «Blood of the Creed»        | 02:01      |
| 16.     | «The Spy Who Survived»      | 03:36      |
| 17.     | «Doorfighter»               | 01:03      |
| 18.     | «Hell in the Headspace»     | 03:33      |
| 19.     | «Roll Out»                  | 03:58      |
| 20.     | «Hengsha»                   | 02:43      |
| 1:06:43 |                             |            |

- 2013 — Level 4[37]

| #       | Назва                     | Тривалість |
| ------- | ------------------------- | ---------- |
| 1.      | «The Crush»               | 03:46      |
| 2.      | «Beneath the Black Flag»  | 02:40      |
| 3.      | «The Call»                | 04:17      |
| 4.      | «Forever Blue»            | 04:13      |
| 5.      | «Higher Tonight»          | 03:23      |
| 6.      | «Kickback»                | 03:53      |
| 7.      | «Digital Shadow»          | 03:49      |
| 8.      | «The Day the World Died»  | 03:51      |
| 9.      | «Drive»                   | 03:23      |
| 10.     | «Rampage»                 | 02:47      |
| 11.     | «Hard Cash»               | 04:11      |
| 12.     | «Cries of a Dead World»   | 02:39      |
| 13.     | «My Iron Skin»            | 03:21      |
| 14.     | «The Best of Us»          | 06:09      |
| 15.     | «Hammers in My Head»      | 03:16      |
| 16.     | «Nameless»                | 03:00      |
| 17.     | «Niko It's Your Cousin»   | 03:19      |
| 18.     | «Co-Optional»             | 01:34      |
| 19.     | «The New Black Gold 2013» | 04:39      |
| 1:08:10 |                           |            |

- 2014 — Level 5[1]

| #       | Назва                                                 | Тривалість |
| ------- | ----------------------------------------------------- | ---------- |
| 1.      | «Welcome Home»                                        | 03:57      |
| 2.      | «Wake the White Wolf»                                 | 03:46      |
| 3.      | «Amnesia»                                             | 05:11      |
| 4.      | «My Revolution»                                       | 04:15      |
| 5.      | «All as One»                                          | 05:18      |
| 6.      | «A Dog's Life»                                        | 03:58      |
| 7.      | «Cataclysm»                                           | 04:57      |
| 8.      | «Messing with the Best»                               | 03:28      |
| 9.      | «Perseverance»                                        | 02:58      |
| 10.     | «Uncivil War»                                         | 01:40      |
| 11.     | «Dream of Goodbye»                                    | 05:21      |
| 12.     | «Every Time You Look Around»                          | 04:08      |
| 13.     | «Shadow of the Ash (Hard Vox)»                        | 04:08      |
| 14.     | «Fires Far»                                           | 05:03      |
| 15.     | «Jet Black Dress»                                     | 03:41      |
| 16.     | «Breathe»                                             | 03:01      |
| 17.     | «Into the Mind»                                       | 04:31      |
| 18.     | «Fistful of Concrete»                                 | 04:01      |
| 19.     | «Call of Home»                                        | 05:32      |
| 20.     | «Resistance»                                          | 04:53      |
| 21.     | «When Winter Comes»                                   | 04:12      |
| 22.     | «Machine»                                             | 02:22      |
| 23.     | «Man and Machine»                                     | 04:01      |
| 24.     | «The Strut»                                           | 02:55      |
| 25.     | «Ploughing a Troll»                                   | 02:10      |
| 26.     | «Voice of a New Age»                                  | 02:44      |
| 27.     | «Cries of a Dead World (Wasteland 2 Credits version)» | 02:51      |
| 28.     | «Digital Shadow»                                      | 03:49      |
| 29.     | «Shadow of the Ash (Soft Vox)»                        | 04:06      |
| 30.     | «Wake the White Wolf (Metal Version)»                 | 03:46      |
| 1:56:13 |                                                       |            |

- 2014 — Vistas"[38]

| #     | Назва                             | Тривалість |
| ----- | --------------------------------- | ---------- |
| 1.    | «38th Street»                     | 02:48      |
| 2.    | «4am»                             | 02:40      |
| 3.    | «Hitoshio»                        | 02:16      |
| 4.    | «Electric Sky»                    | 01:54      |
| 5.    | «Manhattan Midnight»              | 02:29      |
| 6.    | «Cosmic Slum»                     | 02:48      |
| 7.    | «Gougane Barra»                   | 02:07      |
| 8.    | «Downtime»                        | 02:34      |
| 9.    | «Kakolukia»                       | 02:59      |
| 10.   | «Lover Stone»                     | 02:33      |
| 11.   | «Sunny Day Part 1»                | 01:58      |
| 12.   | «Sunny Day Part 2»                | 01:57      |
| 13.   | «Nimbus»                          | 01:55      |
| 14.   | «Ocean Hotel»                     | 03:26      |
| 15.   | «The Call (Instrumental Version)» | 04:17      |
| 38:41 |                                   |            |

- 2015 — Metal Up[22][23][24]

| #     | Назва                             | Тривалість |
| ----- | --------------------------------- | ---------- |
| 1.    | «Sirona»                          | 05:39      |
| 2.    | «I Am Alive ft. 331Erock»         | 04:18      |
| 3.    | «Next Empty Page»                 | 03.41      |
| 4.    | «Convalescence»                   | 05:25      |
| 5.    | «Celebrate and Rejoice»           | 04:18      |
| 6.    | «Compulsion»                      | 04:53      |
| 7.    | «Gráinne Mhaol, Queen of Pirates» | 03:05      |
| 8.    | «Get Your Metal On»               | 02:37      |
| 9.    | «Spin the Venn Wheels»            | 05:54      |
| 10.   | «Into the Nothing»                | 03:48      |
| 11.   | «Mother Earth»                    | 11:44      |
| 55:17 |                                   |            |

- 2015 — Level 6[39]

| #     | Назва              | Тривалість |
| ----- | ------------------ | ---------- |
| 1.    | «Don’t Say a Word» | 03:38      |
| 2.    | «London Town»      | 03:58      |
| 3.    | «Lady of Worlds»   | 04:52      |
| 4.    | «Road Rage»        | 03:49      |
| 5.    | «Stay by My Side»  | 03:55      |
| 6.    | «Going Nuclear»    | 01:59      |
| 7.    | «Friends»          | 03:48      |
| 8.    | «I Am the Night»   | 03:38      |
| 9.    | «Evacuate»         | 03:49      |
| 10.   | «My Shooting Star» | 04:16      |
| 11.   | «Paleblood Moon»   | 04:30      |
| 12.   | «Friends to Foes»  | 04:54      |
| 13.   | «Metasonic»        | 04:31      |
| 14.   | «I Am Pudge»       | 02:54      |
| 15.   | «Hard Cash 2015»   | 04:11      |
| 58:42 |                    |            |

- 2016 — Level 7[40][41]

| #       | Назва                          | Тривалість |
| ------- | ------------------------------ | ---------- |
| 1.      | «The Natural Heart»            | 03:56      |
| 2.      | «The Path»                     | 04:01      |
| 3.      | «Get The Gang Back»            | 03:15      |
| 4.      | «The Man Who Rocked The World» | 04:27      |
| 5.      | «Skellige Winds»               | 02:29      |
| 6.      | «Hell to Pay»                  | 03:17      |
| 7.      | «Pawns Of War»                 | 02:36      |
| 8.      | «Fires Fade»                   | 05:58      |
| 9.      | «Clockworks»                   | 04:22      |
| 10.     | «Some Things Never Change»     | 05:10      |
| 11.     | «Edge Of The World»            | 04:21      |
| 12.     | «The Lucky Ones»               | 03:59      |
| 13.     | «Mother Of Flame»              | 03:59      |
| 14.     | «Jet Fuel Heart»               | 03:01      |
| 15.     | «Forever Flame»                | 04:11      |
| 16.     | «Kana»                         | 03:01      |
| 17.     | «Numbers»                      | 02:55      |
| 18.     | «Ditto»                        | 04:48      |
| 19.     | «Here We Go Again»             | 03:34      |
| 20.     | «Sovngarde Song 2016»          | 05:58      |
| 21.     | «Fires Fade (Male Version)»    | 05:54      |
| 1:25:12 |                                |            |

- 2017 — Level 8[20]

| #       | Назва                                  | Тривалість |
| ------- | -------------------------------------- | ---------- |
| 1.      | «The Great Unknown»                    | 05:09      |
| 2.      | «Keepers (feat. Marcin Przybyłowicz)»  | 03:20      |
| 3.      | «The Moment (feat. Karliene)»          | 03:53      |
| 4.      | «Upside Down»                          | 04:10      |
| 5.      | «When The Wolves Cry Out»              | 04:17      |
| 6.      | «Into The Wild»                        | 03:55      |
| 7.      | «Force Of Nature (feat. Sarah Murray)» | 04:05      |
| 8.      | «Replica»                              | 04:19      |
| 9.      | «Hallowed Land»                        | 03:29      |
| 10.     | «No One (feat. Karliene)»              | 03:27      |
| 11.     | «Welcome To The Family»                | 02:54      |
| 12.     | «Break Of Dawn»                        | 03:53      |
| 13.     | «We Are War»                           | 03:39      |
| 14.     | «Revolution Spark»                     | 03:52      |
| 15.     | «Another Round Of Gwent»               | 01:19      |
| 16.     | «Mother Earth 2017»                    | 11:43      |
| 1:07:24 |                                        |            |